# Mecatlán (kommun)
Mecatlán är en kommun i Mexiko.   Den ligger i delstaten Veracruz, i den sydöstra delen av landet, 180 km nordost om huvudstaden Mexico City. Antalet invånare är 11 256. Arean är 49 kvadratkilometer.
Terrängen i Mecatlán är huvudsakligen kuperad, men åt nordost är den platt.
Följande samhällen finns i Mecatlán:
- Mecatlán
- Rancho Alegre
- La Cruz
- Manantiales
- Cuhuixanath
- Colonia Zaragoza
- La Escalera
- Puxtla
- Naranjales
- Las Flores
- La Ceiba
- Agua Azul